# Samar Badawi

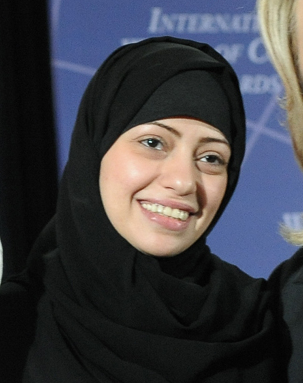
Samar Badawi in 2012

Samar Mohammad Badawi (Arabisch: سمر بدوي) (Jeddah, 28 juni 1981) is een Saoedische mensenrechtenactivist. Zij en haar vader hebben rechtszaken tegen elkaar aangespannen. Badawi's vader beschuldigde haar van ongehoorzaamheid volgens het Saoedisch voogdijsysteem. Badawi op haar beurt, beschuldigde haar vader van adhl – "het iemand, in het bijzonder een vrouw, moeilijk of onmogelijk maken over hetgeen te beschikken dat haar rechtmatig toekomt; bijvoorbeeld het recht om te trouwen", volgens islamitische jurisprudentie – omdat hij haar geen toestemming gaf te trouwen.
Nadat Badawi enkele hoorzittingen met betrekking tot deze aanklacht had gemist, werd een arrestatiebevel uitgevaardigd, waarna zij op 4 april 2010 gevangengezet werd. Het Gerechtshof van Jeddah oordeelde in juli 2010 in het voordeel van Badawi. Op 25 oktober 2010 werd zij vrijgelaten en kwam zij onder het voogdijschap van haar oom te staan. Zowel lokaal als internationaal was campagne gevoerd voor haar vrijlating. The Saoedische NGO Human Rights First Society (HRFS, Arabisch: جمعية حقوق الإنسان أولا) omschreef de gevangenschap van Badawi als "schandelijke, illegale aanhouding."
Badawi spande bij de Grievencommissie een proces aan tegen Ministerie van Gemeentelijke en Plattelandszaken dat weigerde haar te registreren voor de gemeentelijke verkiezingen van 2011. In de periode 2011–2012 voerde ze campagne tegen het rijverbod voor vrouwen door zelf sinds juni 2011 regelmatig auto te rijden en door andere vrouwelijke chauffeurs bij te staan bij politie- en gerechtelijke procedures. Samen met Manal al-Sharif spande Badawi in november 2011 bij de Grievencommissie een proces aan tegen het Saoedische Ministerie van Verkeer dat hun beider aanvraag voor een rijbewijs had afgewezen. Op 8 maart 2012 ontving zij van het Ministerie van Buitenlandse Zaken van de Verenigde Staten een onderscheiding voor haar bijdrage aan vrouwenrechten.
In 2018 werd Badawi opnieuw gearresteerd door de Saoedische autoriteiten. Canada verzocht tot haar onmiddellijke vrijlating, wat leidde tot een diplomatiek geschil tussen Canada en Saoedie-Arabië.
Sinds november 2018 zat Badawi gevangen in de Dhaban-gevangenis. Eind juni 2021 is Badawi vrijgelaten nadat haar straf erop zat.

## Ongehoorzaamheid enadhl-rechtzaken
Naar verluidt is Samar Badawi 15 jaar lang door haar vader fysiek mishandeld. Haar moeder stierf voorafgaand aan oktober 2010. In maart 2008 ontsnapte ze naar een vrouwenopvang in Jeddah, the Protection Home. In de rol van haar mannelijke voogd onder het Saoedisch voogdijsysteem, beschuldigde haar vader haar van ongehoorzaamheid. Het Saudische openbaar ministerie en het onderzoeksbureau hebben deze aanklacht ingetrokken.
Badawi's vader diende in 2009 een tweede aanklacht in aangaande ongehoorzaamheid. Nadat Badawi enkele hoorzittingen met betrekking tot deze aanklacht had gemist, werd door rechter Abdullah al-'Uthaim een arrestatiebevel uitgevaardigd, waarna zij op 4 april 2010 gevangengezet werd. In juli verhuisde ze vanuit de vrouwenopvang naar het huis van haar broer. Een buitengerechtelijk onderzoek uitgevoerd door het vrouwenhuis verklaarde dat "Badawi's vader haar had geslagen, verbaal had misbruikt, drugs gebruikte, veertien vrouwen had, zijn financiële middelen had uitgeput, herhaaldelijk van baan was veranderd en bevriend raakte met een 'slechte groep mensen'.
Het was de wens van Badawi om te trouwen; haar vader weigerde echter haar daarvoor toestemming te geven. Dit was de reden waarom zij haar vader beschuldigde van adhl, met het verzoek om de status van haar vader als haar voogd te verwijderen. Volgens Human Rights Watch diende Badawi de adhl-aanklacht tegen haar vader in nádat haar vader haar beschuldigde van ongehoorzaamheid. Volgens Arab News diende de vader van Badawi de ongehoorzaamheid in als een "tegengreep" nádat Badawi de aanklacht tegen hem had ingediend.
Toen zij op 4 april 2010 naar het gerechtshof ging vanwege de aanklacht die zij tegen haar vader had ingediend, werd zij daar gearresteerd op basis van het arrestatiebevel dat tegen haar was uitgevaardigd voor de – door haar vader ingediende – aanklacht vanwege ongehoorzaamheid. Badawi werd gevangengezet in de Briman gevangenis in Jeddah.
Op 18 juli 2010 stelde Khalid bin Faisal Al Saud, gouverneur van de provincie Mekka, een comité voor om "vader en dochter te verzoenen door hem te laten beloven geen geweld tegen haar te gebruiken, haar toestemming te geven om te trouwen en geen rechtszaken tegen haar aan te spannen [die] hij niet kon bewijzen." In diezelfde maand werd Badawi's vader schuldig bevonden in de adhl-zaak door het Jeddah-Gerechtshof.
Medio oktober 2010 liep de ongehoorzaamheidszaak tegen Badawi nog steeds en was Badawi's vader ondertussen in beroep gegaan tegen het resultaat van de adhl-zaak. Op 18 oktober 2010 liet de Supreme Judicial Council van Saoedi-Arabië aan Badawi's advocaat Abu al-Khair weten dat het de rechtmatigheid van beide zaken zou onderzoeken. De Human Rights First Society, een Saoedische mensenrechtenorganisatie, beschreef Badawi's gevangenisstraf als "buitensporige illegale detentie".
Saoedi-Arabische en internationale mensenrechtenactivisten voerden ondertussen campagne voor de vrijlating van Badawi. Badawi diende een petitie in bij de National Society for Human Rights, een door de regering ondersteunde mensenrechtenorganisatie, waarin ze verzocht niet opnieuw onder de voogdij van haar vader te hoeven vallen en 'haar weg naar het huwelijk te vergemakkelijken'.
Op 25 oktober 2010 werd Badawi vrijgelaten uit de gevangenis op bevel van gouverneur Khalid bin Faisal. Een oom van haar vaders kant van de familie werd haar nieuwe mannelijke voogd. In september 2014 woonde Badawi een discussiesessie bij van de Mensenrechtenraad van de Verenigde Naties in Genève, waarin ze sprak over de situatie van mensenrechtenverdedigers in Saoedi-Arabië.

## Vrouwenkiesrecht
Badawi ondernam ook juridische stappen met betrekking tot het vrouwenkiesrecht. Ze diende een rechtszaak in bij de Grievances Board, een niet-sharia-rechtbank tegen het ministerie van Gemeentelijke en landelijke zaken. De reden was de weigering van kiezersregistratiecentra haar te registreren voor de Saudische gemeenteraadsverkiezingen van september 2011. Haar argumentatie was dat er geen wet is die vrouwen verbiedt zich te registreren als kiezer dan wel zich kandidaat te stellen en dat de weigering dus illegaal was. Zij citeerde de artikelen 3 en 24 van het Arabisch Handvest voor de rechten van de mens, die respectievelijk verwijzen naar algemene en verkiezingsspecifieke antidiscriminatie. Badawi verzocht de klachtencommissie de verkiezingsprocedures op te schorten in afwachting van het besluit van de raad van bestuur en de verkiezingsautoriteiten te bevelen haar als kiezer te registreren om zich kandidaat te kunnen stellen.
Op 27 april 2011 willigde de klachtencommissie haar verzoek in om haar rechtszaak op een later tijdstip te behandelen. De definitieve beslissing van de klachtencommissie was dat de rechtszaak aangespannen door Badawi "voorbarig" was.
Volgens het Amerikaanse ministerie van Buitenlandse Zaken was Badawi de eerste persoon die een proces aanspande voor vrouwenkiesrecht in Saoedi-Arabië. Badawi deed ook een beroep op de Municipal Elections Appeal Committee om de weigering van haar registratie ongedaan te maken. Haar aanvraag werd afgewezen op grond van het feit dat beroepen tegen registratieweigering binnen drie dagen na de weigering moeten plaatsvinden.

## Internationale onderscheiding
Op 8 maart 2012 ontving Samar Badawi de 2012 International Women of Courage Award van het Amerikaanse ministerie van Buitenlandse Zaken voor haar adhl- en stemrechtrechtsprocedures. Het ministerie van Buitenlandse Zaken beschouwt haar acties als baanbrekend en als een aanmoediging van en inspiratie voor andere vrouwen.